# Deurne (Anvers)
Pour les articles homonymes, voir Deurne.
Deurne est le deuxième plus grand district de la ville belge d'Anvers. C'était une commune à part entière avant la fusion des communes de 1983.

## Démographie

### Évolution démographique
- Sources : INS, Rem. : 1831 jusqu'en 1981 = recensements[2].
- 1846: Scission de Borgerhout en 1836

## Monuments et endroits remarquables
- L'aéroport de Deurne est actuellement appelé Antwerp - Brussels - International Airport. Le Musée d'aviation Stampe en Vertongen se situe sur le site de l'aéroport.
- Le parc Rivierenhof et le château Sterckshof (aménagé en Musée de l'argenterie depuis 1954).
- La maison de Renaat Braem.
- La tombe de Saint Frédégand.
- Le stade du Bosuil, enceinte du Royal Antwerp FC, le plus vieux club belge de football.

Deurne est desservi par cinq lignes anversoises de tramway : 8, 10, 11 et 24.

## Histoire
Au cours du XIXe siècle commence pour Anvers une nouvelle période de prospérité et des immigrants en provenance de la Campine se dirigent vers la ville qui se développe et s'établissent à Borgerhout et Deurne. Une première liaison routière entre les quartiers Nord-Centre et Sud est aménagée au cours de la seconde moitié du XIXe siècle. Le facteur géographique le plus important qui joue un rôle dans le développement social et économique de Deurne est donc vraiment sa situation stratégique à côté d'Anvers.
Si le site paraît avoir été habité par l'homme à une époque ancienne, nous en savons malheureusement très peu à ce sujet. En revanche, on a trouvé à Deurne et dans l'entourage immédiat les traces d'un habitat préhistorique. En attendant une prospection systématique, notre connaissance reste à ce sujet très limitée. Cette remarque vaut aussi pour les périodes celte et romaine. En ce qui concerne cette dernière, des vestiges ont été trouvés à Anvers, Mortsel et Kontich, ainsi qu'à Deurne (mais ces derniers ont été perdus). Nous supposons que l'occupation romaine n'a duré ici que jusqu'au IIIe siècle de notre ère.
On suppose qu'une petite communauté d'agriculteurs s'est établie à Deurne à l'époque des Francs. On a voulu prouver que Deurne venait du toponyme Thurnini qui aurait été mentionné dans un acte de donation aux environs de l'an 693. Ce document ne nous est connu que par une copie très ultérieure, dans laquelle ce n'est pas Thurnini mais Tumme qui est mentionné.
Ce que l'on connaît sous le nom d'Eiendijk, et qui ne remonte pas au-delà du XIIe siècle, n'a certainement pas été bâti par les moines du couvent Quortolodora de Deurne, puisqu'il n'a jamais existé. La vérité est que le haut Moyen Âge est aussi obscur que les périodes précédentes. Grâce à quelques maigres données, nous savons uniquement que vers 836, la région a été complètement ravagée par les Normands. Il n'est pas certain qu'ils aient pu naviguer sur le Schijn avec leurs bateaux, mais c'est possible car à cette époque la rivière était plus large et plus profonde et leurs drakkars à fond plat n'avaient pas besoin d'une grande profondeur. À cette époque, on ne parlait pas de la « ville » de Deurne, car c'était un village ou un hameau.
Au cours du XIIe siècle, la paroisse de Deurne appartenait au pays de Rijen, dans le duché de Brabant qui faisait partie lui-même du Saint-Empire. Le suzerain en était le Prince-Évêque de Liège, qui n'y exerçait que le pouvoir séculier. Du point de vue religieux, Deurne dépendait du diocèse de Cambrai. Roger de Wavrin, évêque de Cambrai offrit en 1185 l'autel et la dîme ecclésiastique de Deurne à l'abbaye d'Ename. Le péage sur l'Eiendijk était entre les mains du duc de Brabant, qui le donna en gage à son notaire. Celui-ci le revendit en 1213 ou 1214 à l'abbaye Saint-Michel d'Anvers. L'Eiendijk fut aménagé à une époque où il fallait relier convenablement Anvers avec la Campine via la vallée du Potvliet et du Schijn.

### La fusion
Le 1er janvier 1983, Deurne et sept autres communes — Anvers, Berchem, Borgerhout, Ekeren, Hoboken, Merksem et Wilrijk — ont été fusionnées en une seule : Anvers. Une ville de plus de 500 000 habitants est alors apparue. Chaque ancienne commune a été remodelée jusqu'au « quartier » avec chacun une maison de quartier, l'ancienne maison communale. Beaucoup de services ont été centralisés. Un centre de service par quartier a continué à exister, auquel les habitants peuvent s'adresser pour d'innombrables services : l'information, la population, l'état civil, les affaires sociales, les permis d'architecte, etc.
À partir du 1er janvier 2001, il est décentralisé. Ceci veut dire que certaines compétences, qui ont appartenu auparavant à la ville, vont revenir au quartier. Les compétences s'étendent dans six domaines : l'image de rue locale, la politique de la jeunesse, la politique de la culture et les feestelijkheden, le sport, le seniorenwerking et la communication. Grâce à cela, on a rapidement pu répondre aux besoins locaux. La maison de quartier est le premier point de consultation pour le citoyen.
Durant la législature 2000–2006, un élu N-VA de Deurne passe au Vlaams Belang, devenant ainsi le tout premier échevin de ce parti d'extrême-droite.

## Personnalités
- Jean François Eliaerts (1761-1848), peintre belge naturalisé français né à Deurne.
- Joseph Van Luppen (1834-1891), peintre belge mort à Deurne.
- Henri Bauwens (1921-2013) coureur cycliste mort à Deurne.